# Bradford (Alabama)
Bradford ist ein gemeindefreies Gebiet im Jefferson County im Bundesstaat Alabama in den Vereinigten Staaten.

## Geographie
Bradford befindet sich im Norden Alabamas im Süden der Vereinigten Staaten.
Nahegelegene Orte sind unter anderem Pinson (6 km südöstlich), Morris (7 km westlich), Gardendale (7 km südwestlich), Trafford (7 km nördlich) sowie Birmingham (10 km südlich).

## Geschichte
1880 wurden in Bradford Minen eröffnet. Der Ort erhielt seinen Namen von Jim Justice, einem Vorarbeiter der Minen, in Anlehnung an die gleichnamige Stadt Bradford in England.

## Verkehr
Bradford liegt etwa 2 Kilometer westlich der Alabama State Route 79, die im Süden einen Anschluss an den Interstate 20 und Interstate 59 herstellt. 10 Kilometer westlich des Ortes verläuft außerdem der U.S. Highway 31, parallel dazu der Interstate 65.
Etwa 20 Kilometer südlich befindet sich der Birmingham-Shuttlesworth International Airport.